# Night of Champions 2011
Night of Champions 2011 was een professioneel worstel-pay-per-viewevenement dat georganiseerd werd door de WWE. Dit evenement was de vierde editie van van Night of Champions en vond plaats in de First Niagara Center in Buffalo (New York) op 18 september 2011.

## Matchen
| Nr.                                                                          | Match | Winnaar(s)        |
| ---------------------------------------------------------------------------- | --- | ----------------- |
| -                                                                            | Daniel Bryan vs. Heath Slater in een een-op-eenmatch                                                                                    | Daniel Bryan      |
| 1                                                                            | Air Boom (Kofi Kingston & Evan Bourne) (c) vs. The Miz & R-Truth in een tag team match voor het WWE Tag Team Championship               | Air Boom (c)      |
| 2                                                                            | Cody Rhodes (c) vs. Ted DiBiase in een een-op-eenmatch voor het WWE Intercontinental Championship                                       | Cody Rhodes (c)   |
| 3                                                                            | Dolph Ziggler (c) vs. Jack Swagger vs. John Morrison vs. Alex Riley in een Fatal Four-Way match voor het WWE United States Championship | Dolph Ziggler (c) |
| 4                                                                            | Randy Orton (c) vs. Mark Henry in een een-op-eenmatch voor het WWE World Heavyweight Championship                                       | Mark Henry (nc)   |
| 5                                                                            | Kelly Kelly (c) vs. Beth Phoenix in een een-op-eenmatch voor het WWE Divas Championship                                                 | Kelly Kelly (c)   |
| 6                                                                            | Alberto Del Rio vs. John Cena in een een-op-eenmatch voor het WWE Championship                                                          | John Cena (nc)    |
| 7                                                                            | CM Punk vs. Triple H in een No Disqualification match1                                                                                  | Triple H          |
| (c) huidige kampioen voor en na de match \| (nc) nieuwe kampioen na de match | |                   |

1Als CM Punk de No Disqualification match won van Triple H, moest Triple H ontslag nemen als COO van WWE.